# 圣西吉斯蒙 (卢瓦雷省)
圣西吉斯蒙（法語：Saint-Sigismond，法語發音：[sɛ̃ siʒismɔ̃] ⓘ）是法国卢瓦雷省的一个市镇，属于奥尔良区。

## 地理
圣西吉斯蒙（47°58'52"N, 1°40'49"E）面积14.93 平方千米，位于法国中央-卢瓦尔河谷大区卢瓦雷省，该省份为法国中北部省份，北起埃松省，西北接厄尔-卢瓦省，西南接卢瓦-谢尔省，南至涅夫勒省和谢尔省，东临约讷省，东北接塞纳-马恩省。
与圣西吉斯蒙接壤的市镇（或旧市镇、城区）包括：博斯地区埃皮耶、热米尼、圣佩拉维拉科隆布、图尔努瓦西。

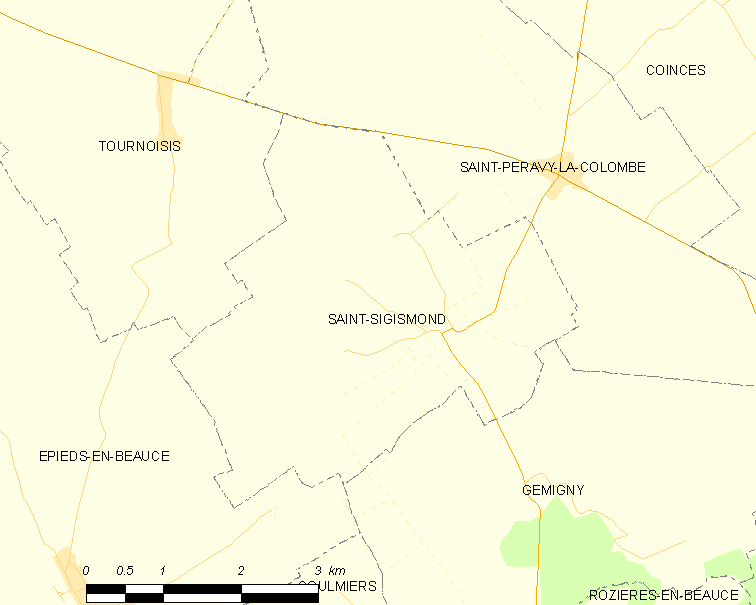
的OSM定位图

圣西吉斯蒙的时区为UTC+01:00、UTC+02:00（夏令时）。

## 行政
圣西吉斯蒙的邮政编码为45310，INSEE市镇编码为45299。

## 政治
圣西吉斯蒙所属的省级选区为卢瓦尔河畔默恩县。

## 人口

1962-2008年间人口变化图示

圣西吉斯蒙于2022年1月1日时的人口数量为270人。